# Żegocino (przystanek kolejowy)
Żegocino – zlikwidowany przystanek Sławieńskiej Kolei Powiatowej w Żegocinie w województwie zachodniopomorskim, w Polsce. Przystanek został zlikwidowany w kwietniu 1945 roku.